# Деревна гадюка рогата
Деревна гадюка рогата (Atheris ceratophora) — отруйна змія з роду Деревна гадюка родини Гадюкові. Інша назва «усамбарська деревна гадюка».

## Опис
Загальна довжина коливається від 42 до 54 см. Голова товста. Над очима є низка лускатих виростів на кшталт рогів. Тулуб кремезний довгий, хвіст короткий. Забарвлення жовтувато-зеленого, оливкового, сірого або чорного кольору з несиметричними чорними плямами, які можуть перекреслюватися жовтими або білими плямами. Черево від брудно-помаранчевого до майже чорного забарвлення, іноді з темними плямами.

## Спосіб життя
Полюбляє лісисту місцину у горах. Зустрічається на висоті 2000—3000 м над рівнем моря. Усе життя проводить на деревах, не піднімаючись вище 1 м. Активна вночі. Харчується ящірками, дрібними гризунами, деревними жабами.
Це яйцеживородна змія.

## Розповсюдження
Це ендемік Танзанії.